# Kronologija Domovinskog rata: siječanj 1990.

### 4. siječnja
- U Saveznoj konferenciji socijalističkog saveza u raspravi o političkom pluralizmu naglašeno da bi ustavnim amandmanima trebalo dopustiti rad svim političkom organizacijama koje ne pozivaju na nasilno rušenje Ustavom uređenog poretka zemlje ili na raspirivanje nacionalne, rasne i druge mržnje.[1]
- Prema pisanju Ive Družijanića u beogradskim Večernjim novostima, 27. prosinca prošle godine u prostorijama Sabora SR Hrvatske napadnuta od predstavnika opozicijskih stranaka jugoslavenska revolucija, a predsjednik Sabora nije reagirao.[1]

### 5. siječnja
- Nakon 18 godina, u Zagrebu pokrenuta inicijativa za obnovu Srpskog kulturnog društva Prosvjeta.[1]

### 9. siječnja
- Izvršno vijeće Sabora SR Hrvatske podržalo inicijativu za promjenu Ustava SRH, kako bi se stvorile pretpostavke za demokratizaciju društva i promjenu izbornog zakonodavstva.[1]
- Borci Dalmacije usprotivili su se osnivanju ogranka HDZ-a u Splitu.[1]
- Dajući podršku prijedlogu SIV-a da se pristupi promjeni Ustava zemlje, delegati u odboru Saveznog vijeće Skupštine SFRJ za društveno-političke odnose ocijenili da bi Vlada svoj prijedlog trebala proširiti i mogućnošću slobodnog političkog organiziranja građana.[1]
- Prema podacima Vijeća sindikata Jugoslavije, u 1989. godini u Jugoslaviji bilo oko 1.900 štrajkova u kojima je sudjelovalo oko 470 tisuća radnika.[1]
- Na velikom mitingu podrške rukovodstvu pred zgradom Skupštine Crne Gore okupilo se desetak tisuća ljudi, među ostalim zapažene su parole: Jedna zastava, jedna Jugoslavija, jedan službeni jezik, Ko to smije da nam dira Slobodana i Momira, a čuli su se i povici Dolje Alpe-Adria, aludirajući na Sloveniju i Hrvatsku.[1]

### 11. siječnja
- Sabor SR Hrvatske podržao inicijativu SIV-a za promjenu saveznog Ustava i prijedlog Predsjedništva SRH za promjenu republičkog Ustava i time praktično ozakonio višestranački sustav.[2]

### 16. siječnja
- Zakonodavno-pravna komisije Saveznog vijeća Skupštine SFRJ zaključila da nema uvjeta za pokretanje ustavnih promjena, jer Skupština Slovenije nije dala suglasnost na prijedlog SIV-a da se pristupi ovom poslu.[2]

### 18. siječnja
- Srpska pravoslavna crkva svojim nedolaskom na tradicionalno novogodišnje primanje koje priređuje predsjednik Sabora SR Hrvatske očito ne predstavlja samo neprihvaćanje gostoljubivosti domaćina, već bojkot institucije vlasti u SR Hrvatske.[2]
- Republički sekretarijat za pravosuđe i upravu SR Hrvatske registrirao Srpsko kulturno društvo Zora, čije je predsjednik Jovan Opačić.[2]

### 20. siječnja
- U Beogradu započeo[3] 14. izvanredni kongres Saveza komunista Jugoslavije i od samog početka zaredale žestoke polemike i svađe, koje su poprimale i oblike međunacionalnih sukoba.[2]

### 21. siječnja
- Drugog dana rada 14. kongresa SKJ duboke, otvorene i prikrivene, razlike izlaze sve više na vidjelo, nastavljena velika svađa između slovenskih i srpskih komunista, koji svaki prijedlog Slovenaca preglasavanjem odmah odbacuju.[4]

### 22. siječnja
- Na 14. kongresu SKJ došlo do raskola, komunisti iz Slovenije napustili Kongres, a nakon što je vođa srpskih komunista Slobodan Milošević zahtijevao da krnji Kongres nastavi s radom, predsjednik SK Hrvatske Ivica Račan zatražio da se Kongres prekine, a nakon što nije udovoljeno njegovom zahtjevu, cjelokupna delegacija SK Hrvatske odbila sudjelovati u daljnjem radu, nakon čega je Kongres ipak prekinut.[4][3]

### 23. siječnja
- Završio 14. izvanredni kongres SKJ[3]
- SK Slovenije zamrzava odnose sa SKJ do svoje konferencije, koja je zakazana za 2. veljače.[4]

### 29. siječnja
- Na mnoge adrese stanovnika Korduna ovih dana iz Vojvodine stigao poziv za miting koji bi se trebao održati 4. veljače na autobusnom kolodvoru u Karlovcu.[4]
- Na Kosovu počeo građanski štrajk, u mnogim gradovima organizirane demonstracije i nastavljeni sukobi s policijom.[4]

### 30. siječnja
- Žestoki sukobi između demonstranata i policije na Kosovu, do sada poginulo i ranjeno na desetke demonstranata.[4]

### 31. siječnja
- Pred skupštinom SFRJ u Beogradu studenti protestirali protiv terorizma na Kosovu i skandirali: Hoćemo oružje, Azema na vješala, Vojsku na Kosovo, Slobo Srbine, Srbija je uz tebe...[4]
- Predsjedništvo SFRJ usvojilo prijedlog da se pristupi donošenju novog Ustava SFRJ, a najveća novina - pravo i sloboda političkog organiziranja.[4]